# Лукашеве (Роменський район)
Лукаше́ве (до 2024 року — Лукашо́ве) — село в Україні, в Сумській області, Роменському районі. Населення становить 17 осіб. Входить до складу Роменської міської громади. До 2020 орган місцевого самоврядування - Бобрицька сільська рада.

## Географія
Село Лукашеве розташоване на березі річки Бобрик, вище за течією на відстані 1 км - село Якимовичі, нижче за течією 1 км розташоване село Новокалинівка. На річці невеличка загата.

## Історія
Село постраждало внаслідок геноциду українського народу, проведеного урядом СРСР 1923-1933 та 1946-1947 роках.
12 червня 2020 року, відповідно до розпорядження Кабінету Міністрів України № 723-р «Про визначення адміністративних центрів та затвердження територій територіальних громад Сумської області», село увійшло до складу Роменської міської громади.
19 липня 2020 року, в результаті адміністративно-територіальної реформи та ліквідації Роменського району(1930—2020), увійшло до складу новоутвореного Роменського району.
19 вересня 2024 року Верховна Рада підтримала перейменування села Лукашове на Лукашеве. 26 вересня 2024 року перейменування набуло чинності.